# علی‌محمد باباخاص
علی‌محمد باباخاص زاده ۱۳۳۳ پاوه نمایندهٔ سابق استان کرمانشاه در دورهٔ سوم مجلس شورای اسلامی شهرستان پاوه بوده‌است.